# María de Solier
María de Solier (S.XIV- Villalpando, mayo de 1435) fue una dama castellana del siglo XIV, conocida como la Señora de Villalpando, casada con Juan de Velasco en 1391.

## Biografía
Su madre fue María Tizón. Su padre, el francés Arnao de Solier, había venido a Hispania durante la Guerra Civil castellana, siendo capitán de las Compañías blancas, en apoyo de Enrique II de Trastámara, enfrentado a su hermano, Pedro I. 
La contienda civil castellana se había convertido en un apéndice de la Guerra de los Cien Años, que libraban Francia e Inglaterra. 
El capitán Solier había ido en el séquito del bastardo Enrique de Trastámara en su primer intento de invasión y conquista de Castilla y tuvo un papel destacado en la Batalla de Montiel (1385), en que fue muerto Pedro I. 
En virtud a su lealtad y méritos de guerra, el nuevo monarca Enrique II le otorgó en 1369 la villa de Villalpando junto con las aldeas de Siruela y Marchenilla. En 1386 murió su padre. Le sucedió en sus señoríos su hermano Carlos de Solís, aunque tras su muerte en 1390, María heredó el señorío de Villalpando, casándose con el camarero mayor de Enrique III y titular de un vasto y próspero señorío en Burgos, de quien enviudó en el 1418

## Matrimonios y descendencia
De su matrimonio con Juan de Velasco nacieron siete hijos aunque solamente tres, Pedro, Fernando y Alonso sobrevivieron a su madre, aunque su marido tuvo una hija ilegítima: 
- Pedro Fernández de Velasco, futuro conde de Haro y heredero principal del mayorazgo de la casa de Velasco.[4]

- Juan Fernández de Velasco y Solier.[3]

- Sancha de Velasco y Solier,[5] mencionada en el codicilio de su padre quien le dejó 12 000 florines de oro para su casamiento con Fadrique Enríquez, almirante de Castilla,[6] sin sucesión.[5]

- Fernando de Velasco y Solier,[3] señor de Siruela y de Salinas, casó en 1426 con Leonor Carrillo de Mendoza y Lasso de la Vega, señora de Cervera y Pernia, hija de Álvaro Carrillo de Albornoz, señor de Ocentejo y Cañamares, y de Teresa de Mendoza de la Vega, hermana del I marqués de Santillana.[7] Fueron los padres de Juan de Velasco, I conde de Siruela.

- Sancho de Velasco, falleció en la infancia. Cuando su padre otorgó un codicilio en 1418, dice que era uno de los tres hijos que tuvo de su esposa María después de haber otorgado testamento en 1414.[6]

- Diego de Velasco, nacido después que su padre otorgara su testamento en 1414 y antes de 1418 cuando otorgó un codicilio.[6]

- Alonso de Velasco,[3] señor de Gandul y Marchenilla, también nació después que su padre otorgara su testamento.[6]